# Remix politique
Le remix politique désigne un mixage audio de paroles d'hommes politiques ou médiatiques, avec une bande sonore de fond composée de samples (ou parfois de chansons connues). 
L'usage de plus en plus simple de techniques de sampling et de mixage permet de créer des morceaux musicaux avec un ordinateur, et a permis la naissance de cette nouvelle forme musicale. Ce terme est peu employé, les créateurs de ce type de musique ne lui ayant pas donné de nom particulier.
Le mouvement se présente comme contestataire, cherchant à réinterpréter les discours politiques, et transformer la langue de bois qui les caractérise parfois, en un nouveau discours, comique ou absurde,,,,.

## Sous-genre
Cet exercice de détournement peut même être mixé de manière à donner une illusion de chant.
C'est ce que fait, en 2002, le compositeur Malto avec son CD Belle Campagne. Ce genre de remix fut appelé par son producteur le « scotching ».

## La question de la légalité

### France
L’article 226-8 du code pénal condamne (jusqu’à 100 000 Fr.(environ 15 000 €) ) tout montage utilisant voix ou image d’une personne sans son consentement. La réutilisation de paroles de discours publics sans accords de leurs auteurs semble donc frappée d'illégalité. Mais il est aussi possible de les considérer comme des parodies s'il n'existe pas de possibilité de diffamation.
Concernant les samples de fond sonores, la question rejoint celle des samples en général.